# 타베아 치머만

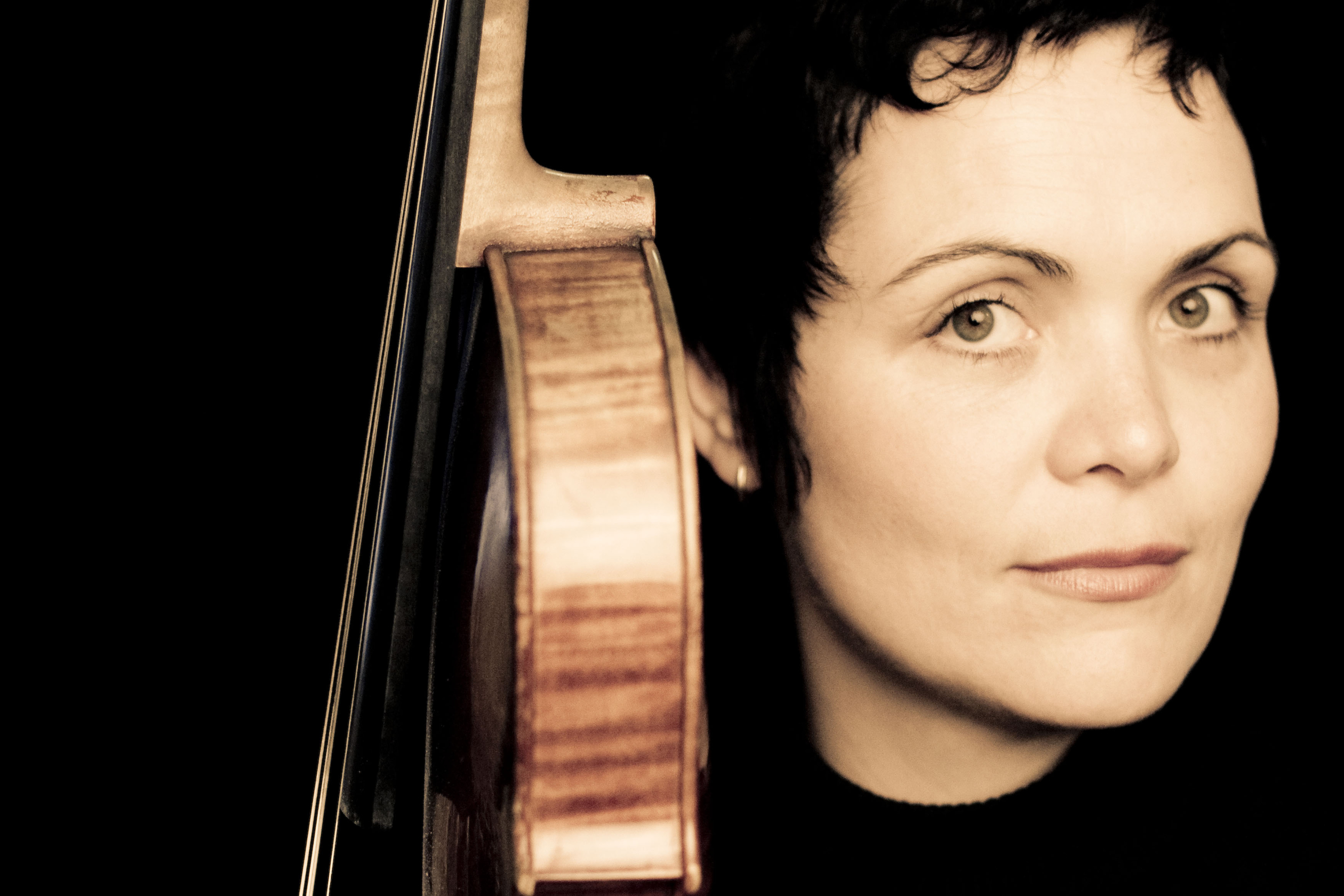
타베아 치머만

타베아 치머만(독일어: Tabea Zimmermann, 1966년 10월 8일 ~ )은 독일의 비올리스트이다.

## 생애
바덴뷔르템베르크주의 라르에서 태어났다. 세 살때부터 비올라를 배우기 시작한 치머만은 5살 때 피아노도 배우기 시작했다. 13살 때, 그녀는 프라이부르크 콘서바토리에서 울리히 코흐의 가르침을 받기 시작했고 이후 잘츠부르크 대학의 모짜르테움에서 계속 학업을 이어나갔다. 그녀는 곧 세계적인 콩쿨들에 다수 입상하면서 명성을 떨치게 되는데 특히 1983년 파리에서 열린 모리스 뷔에 국제 비올라 콩쿨에서 우승하면서 동시에 부상으로 악기 제작자 에띠엔느 바텔롯의 1980년산 비올라를 받으면서 현재 지금까지 계속 사용하고 있는 것으로 알려졌다.
흔하지 않은 비올라 독주자로서, 그녀는 라이프치히 게반트하우스 오케스트라, 베를린 필, BBC 필하모닉, 스위스 로망드 오케스트라 등의 유수의 오케스트라에서 쿠르트 마주어, 베르나르트 하이팅크, 크리스토프 에셴바흐, 니콜라우스 아르농쿠르 등의 지휘자들과 호흡을 맞춰웠다.
타베아 치머만은 오케스트라의 협연자 뿐만 아니라 실내악에서도 활발하게 활동하는데 그녀와 함께 작업한 연주자들로는 기돈 크레머 (바이올린), 하인츠 홀리거 (오보에), 하르트무트 횔 (피아노) 등이 있다. 이러한 외부 연주자들 이외에도 알칸토 현악 사중주단 에서 정기적으로 활동하며 실내악에서의 운신의 폭을 넓히고 있다.
20세기 현대 음악에도 많은 관심을 보인 그녀는, 1994년 죄르지 리게티가 그녀에게 헌정한 "독주 비올라를 위한 소나타"를 성공적으로 초연하였다. 이 외에도 하인츠 홀리거나 볼프강 림, 브루노 만토바니 등이 그녀에게 곡을 헌정하기도 했다.
2002년부터, 타베아 치머만은 베를린의 한스 아이슬러 음악 대학 에서 비올라와 실내악 교수로 재직중이다. 이전에는 프랑크푸르트 예술 대학 (1994-2002) 과 자브뤼켄 음악 대학 (1987-1989)에서 교편을 잡기도 했다.